# Театральный мост (Познань)

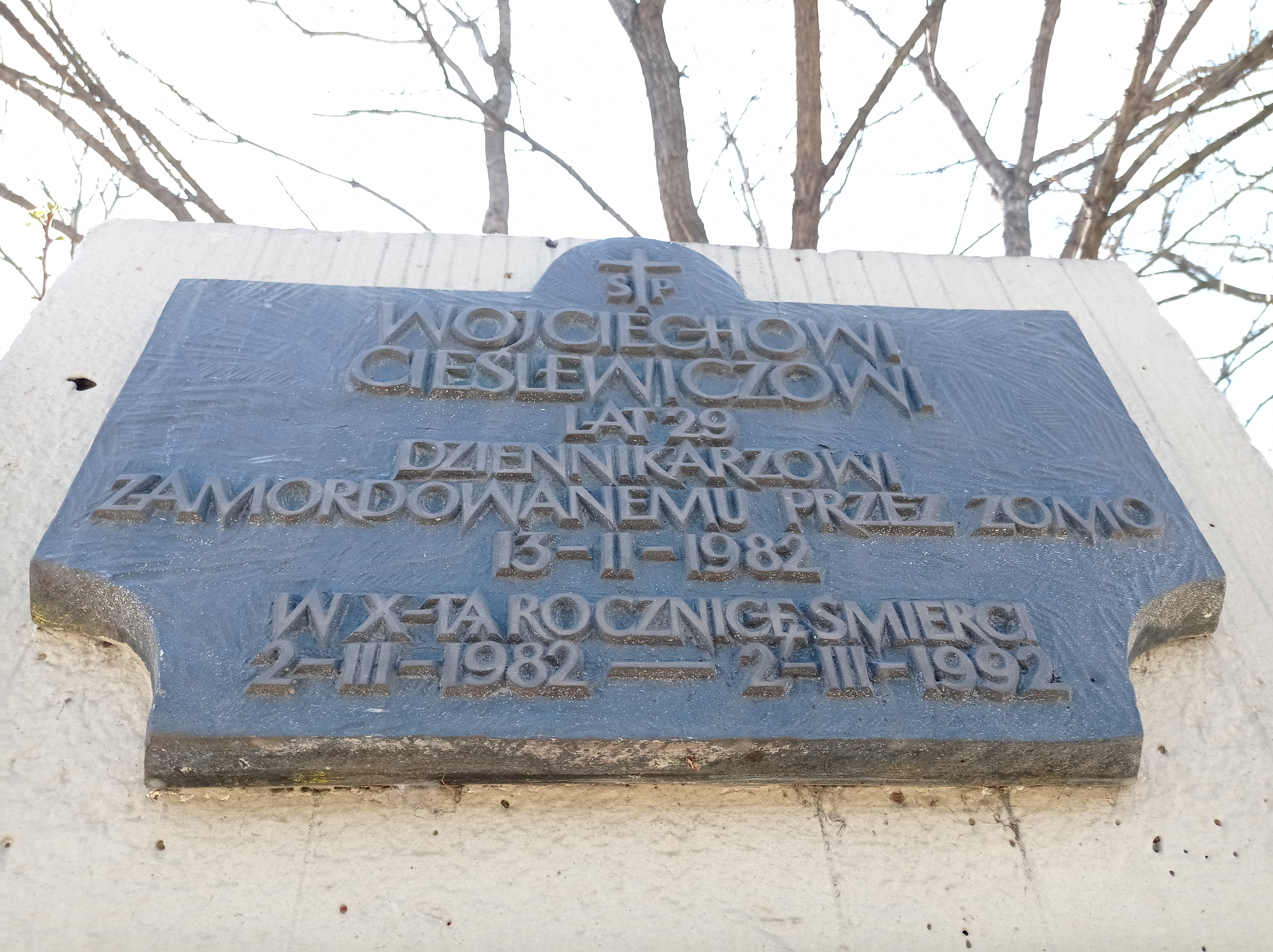
Мемориальная доска

Театральный мост в Познани (пол. Most Teatralny w Poznaniu) — трамвайный, велосипедный и пешеходный мост над железнодорожной линией, широко известный как «Театралка», в административных границах города Познань. Находится в Императорском районе, в непосредственной близости от Большого театра имени Станислава Монюшко. В 1987 году внесён в реестр памятников истории номер А-299.

## Расположение
Мост является продолжением улицы Фредро, доходит до перекрёстка с улицей Рузвельта и улицей Домбровского. Он соединяет Императорский район с районом Ежице.

## История и характеристика
Построенный в 1908 году, мост сильно пострадал во время Второй мировой войны, его восстановили в прежнем виде в 1995 году. 5 марта 1987 года автомобильное движение на объекте было приостановлено, при этом был оставлен трамвайный и велосипедный транспорт. В настоящее время по мосту ходят ночные городские автобусы.

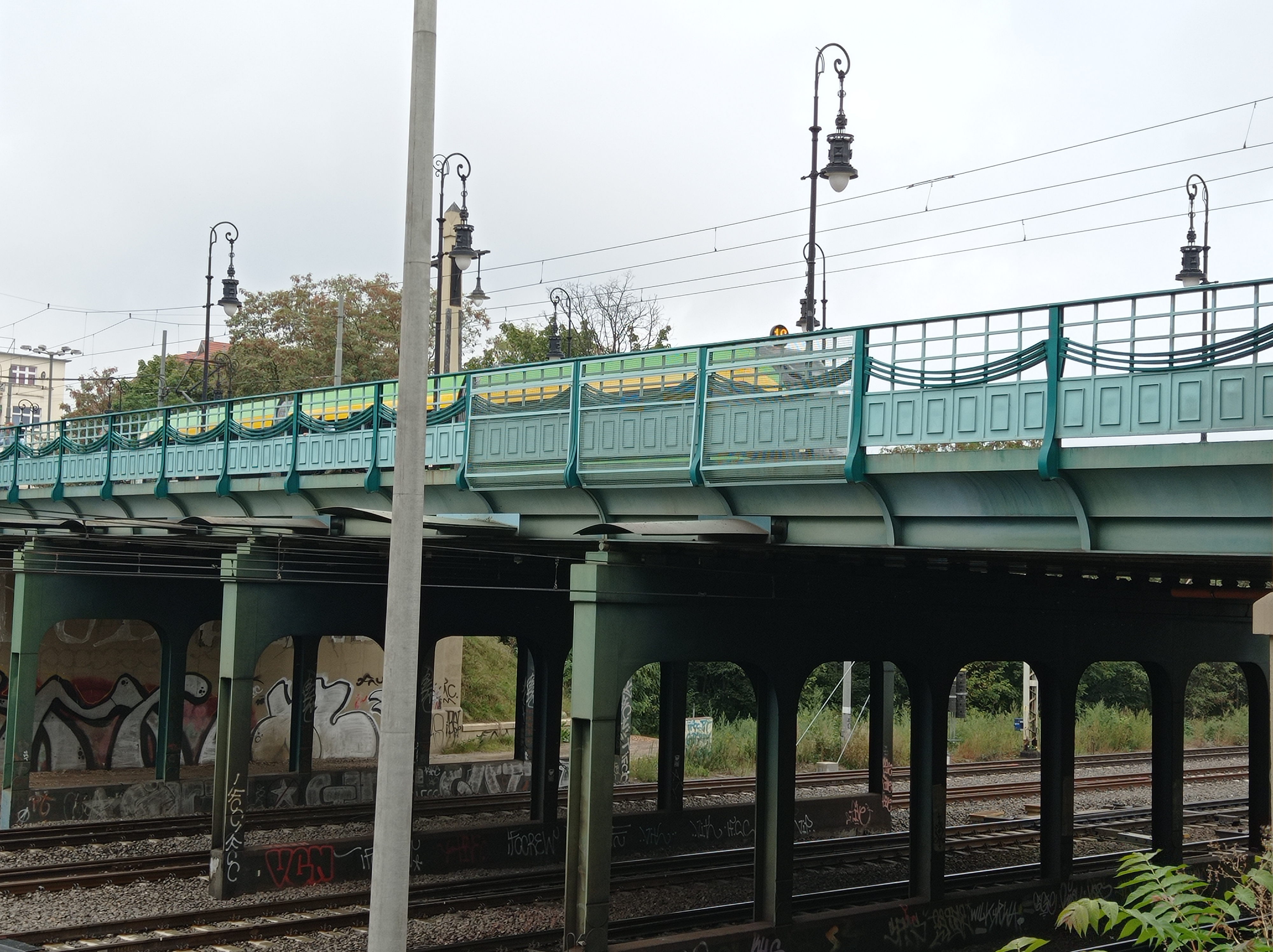

## Мемориальная доска
На мосту была установлена мемориальная доска в честь Войцеха Цеслевича — журналиста, убитого сотрудниками ЗОМО в 1982 году, установлена рядом с местом происшествия в десятую годовщину его смерти (2 марта 1992 года). Автором мемориальной доски был Юзеф Петрук.